# Jüdischer Friedhof (Ballenstedt)

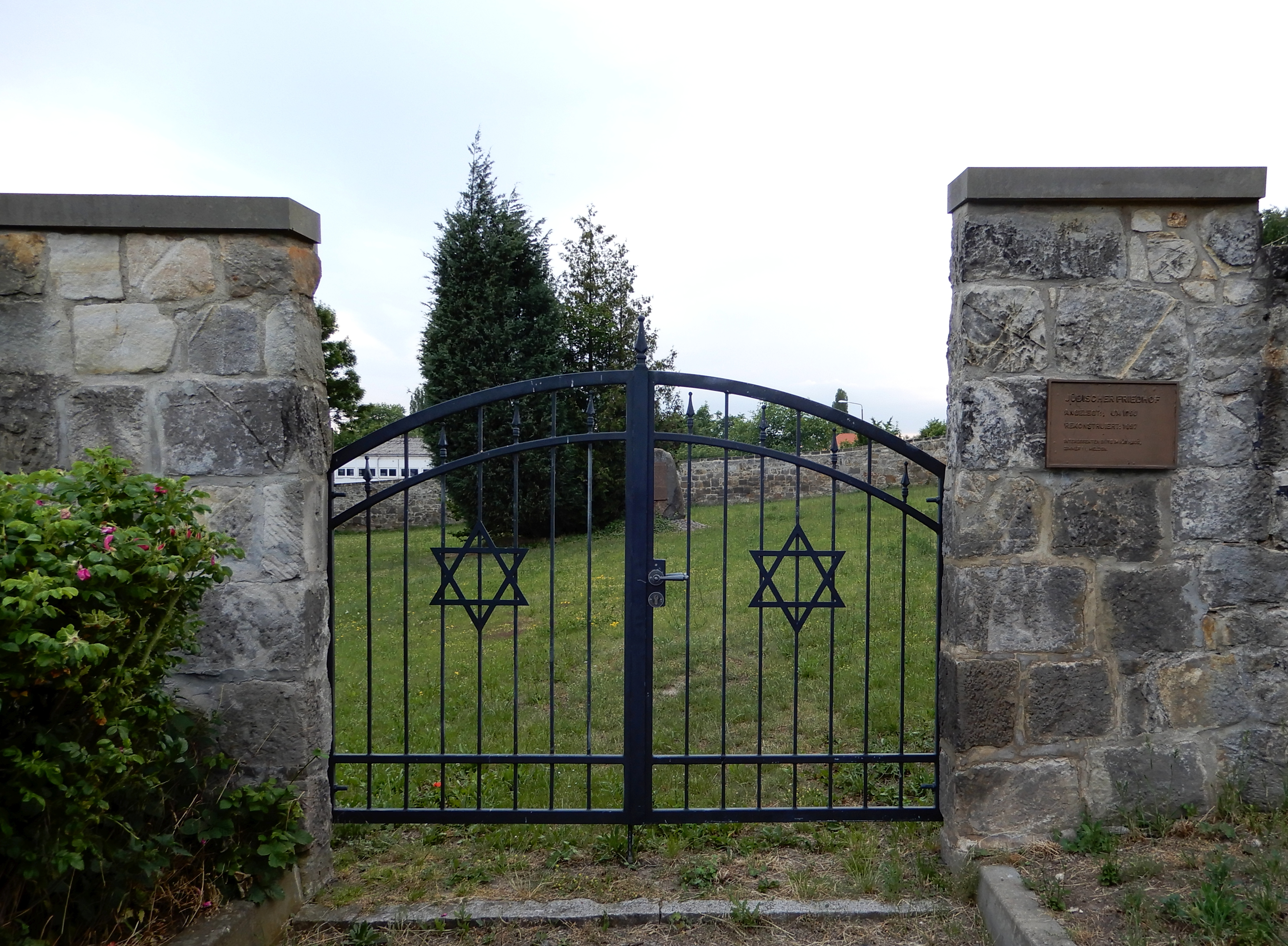
Eingang zum Jüdischen Friedhof Ballenstedt

Der Jüdische Friedhof Ballenstedt ist ein Friedhof in der Stadt Ballenstedt im Landkreis Harz in Sachsen-Anhalt. Er ist ein geschütztes Kulturdenkmal.
Der jüdische Friedhof befindet sich am Ortsausgang an der Straße nach Hoym. An der Umfassungsmauer wurden die erhaltenen Grabsteine aufgestellt. Ein Gedenkstein auf dem Friedhof soll an die jüdischen Opfer der Shoa erinnern. Das Eingangstor trägt einen Davidstern.

## Geschichte
Angelegt wurde der Friedhof um das Jahr 1790. Die Zeit des Nationalsozialismus überstand er unzerstört, verwahrloste jedoch nach 1945. Seit den 1980er-Jahren gilt er als Gedenkstätte. Auf dem Mittelweg des Friedhofes wurde ein Gedenkstein aufgestellt. Im Jahr 1997 wurde der Friedhof rekonstruiert.